# Canard à bec courbé
Le Canard à bec courbé (en néerlandais : kromsnaveleend, ou noord-hollandse krombekeend) est une race de canard domestique originaire des Pays-Bas et plus précisément du Nord de la Hollande. Comme son nom l'indique, cette race est caractérisée par le bec crochu de ces oiseaux, contrairement aux autres canards au bec droit.

## Histoire
Le bec-crochu hollandais a été décrit et illustré par Francis Willughby dans son Ornithology, publiée en 1678. Certains auteurs pensent qu'il a de lointaines origines indiennes. Harrison Weir (1902) relate que ces canards sont laissés en liberté dans les canaux et cours d'eau de Hollande le jour, où ils trouvent leur pitance, et qu'ils regagnent leur ferme au crépuscule. Ils sont assez répandus dans le nord de l'Europe au milieu du XIXe siècle, surtout en Thuringe où ils étaient élevés pour la finesse de leur chair et la qualité de leurs œufs. Aujourd'hui, ses effectifs sont en vertigineuse diminution et il est surtout élevé pour les expositions avicoles. Importé aux États-Unis depuis les années 2000, il n'y a pas encore de standard officiel.

## Description
Le bec courbé est la caractéristique de cette race que l'on trouve en différents coloris de gris-brun, avec une bavette blanche ou non, et enfin en blanc. Le mâle pèse entre 2,5 et 2,8 kg et la femelle, 2 à 2,3 kg. Ses œufs sont bleu clair.